# Synode van Worms
De Synode van Worms was een kerkelijke synode (en tevens een Duitse nationale synode of hofdag), die in 1076 in Worms werd bijeengeroepen door keizer Hendrik IV. De synode was bedoeld om overeenstemming te bereiken over een veroordeling van paus Gregorius VII. Hendrik zijn succes in het bereiken van dit beoogde resultaat betekende het begin van de Investituurstrijd.
Van de 38 Duitse bisschoppen woonden 24 de synode bij. Onder Hendriks aanhangers waren Adalbero van Würzburg, bisschop Willem I van Utrecht en de bisschop van Luik, Hendrik I van Verdun. Kardinaal Hugo van Remiremont, die zijn banden met de paus reeds eerder had doorgesneden, veroordeelde Gregorius VII. De enige Italiaanse bisschop die aanwezig was, was Bruno I, bisschop van Verona in het markgraafschap Verona; deze was een trouwe aanhanger van Hendrik IV.
De synode zette de paus af. Gebhard van Salzburg, een aanhanger van Gregorius VII, bleef weg van de synode.

## Voetnoten
1. ↑  (en)  I.S. Robinson, The Papacy 1073-1198 (1990) blz. 402.
2. ↑  Robinson, blz. 37.